# Inundación de Tabasco y Chiapas de 2007
La inundación de Tabasco y Chiapas de 2007 fue un evento ocurrido a partir del 27 de octubre de ese año en los estados mexicanos de Tabasco y Chiapas, a causa de crecidas históricas en los ríos que recorren ambas entidades y terminó el 15 de diciembre del 2007. Aunque la emergencia culminó el 27 de noviembre cuando finalizó el rescate de personas, la inundación de la ciudad culminó hasta el 15 de diciembre de 2007, fecha en la que se terminó de extraer el agua de las calles de la ciudad de Villahermosa. Los mayores daños se dieron en la capital tabasqueña, la ciudad de Villahermosa y en el municipio de Ostuacán, Chiapas.

## Inundación en Tabasco
La inundación de Tabasco es considerada como el más grave desastre enfrentado por el estado mexicano de Tabasco en 50 años, constituido por la inundación de la planicie tabasqueña por los numerosos ríos que la cruzan, el estado de Tabasco es atravesado por los dos ríos más caudalosos de México, el río Usumacinta y el río Grijalva, que junto con otras corrientes sobrepasaron sus máximos históricos a causa de fuertes lluvias ocurridas en su territorio y en las zonas altas del vecino estado de Chiapas, la crisis de la inundación comenzó el 27 de octubre de 2007 al inundarse la capital del estado y principal ciudad, Villahermosa, que en conjunto con las zonas rurales y restantes municipios afectados da como resultado la inundación del 80% del territorio del estado.

### Hidrología de Tabasco

Hidrología de la ciudad de Villahermosa.

El estado de Tabasco es el de mayor complejidad hidrológica de México, por estar constituido por una amplia planicie costera por el que escurren las corrientes provenientes del sur del territorio, particularmente del estado de Chiapas y de Guatemala. De allí provienen los dos principales ríos, el Grijalva y el Usumacinta. Ambos ríos se unen en uno solo antes de su desembocadura; esta región constituye un gran pantanal o ciénega, conocida como los Pantanos de Centla, de enorme diversidad biológica.
Estos ríos son considerados como maduros, debido a que se encuentran en la zona más baja de su caudal y la planicie por la que corren les permite tener corrientes anchas y lentas, caracterizadas por meandros y división en varios brazos. Éste es el caso del río Grijalva, que en la zona central del estado se divide en varios brazos, conocidos localmente con los nombres de Río Carrizal, Río Samaría y Río Mezcalapa; estos tres ríos convergen en torno a Villahermosa, donde se vuelven a unir y reciben nuevamente el nombre de Río Grijalva. La corriente principal del río Grijalva es represada en el estado de Chiapas en cuatro centrales hidroeléctricas que son las más grandes del país, la última de ellas es la Presa Peñitas, situada en el extremo norte de Chiapas, inmediatamente antes de que el río descienda a la llanura tabasqueña.

### Causas de la inundación
Desde el 23 de octubre de 2007, el desbordamiento del río Grijalva había ocasionado inundaciones en el municipio de Centla, donde se encuentra la desembocadura de este río que nace en Guatemala. Varias colonias de Frontera —cabecera municipal de Centla— quedaron bajo el agua, razón por la que el presidente municipal, Nicolás Bellizzia, declaró que la situación en el municipio era más grave que la que enfrentaron con el paso del huracán Dean. Por su parte, en el municipio de Paraíso, las tormentas habían derrumbado postes y fue necesaria la evacuación de los habitantes de la isla Andrés García.
Las fuertes lluvias ocasionadas por un frente frío y su concomitancia con la presencia de la tormenta tropical Noel en el mar Caribe. En aquellos momentos, la pluviosidad en la cuenca del Grijalva oscilaba entre los 150 y 250 mm. Al aumentar la cantidad de agua que estaba cayendo en la cuenca del Grijalva, en el norte de Chiapas —donde se encuentran presas tan importantes como La Angostura, Chicoasén, Malpaso y Peñitas, que generan la mayor parte de la electricidad que se emplea en México—  también aumentó el caudal de los ríos que tienen sus fuentes en esa región de México. El 29 de octubre, la Comisión Federal de Electricidad (CFE) informó que desfogaría la presa Peñitas, la más cercana al territorio de Tabasco, debido a que la presa estaba recibiendo más agua de la que podía recibir. En ese momento se habló de una descarga de 669 metros cúbicos por segundo, aunque al día siguiente la cantidad de agua que se descargo desde el norte de Chiapas a Tabasco aumentó a 1500, provocando un aumento de más de un metro en el nivel del río Grijalva en los Llanos de Tabasco, donde se localiza Villahermosa, la capital tabasqueña. Al día siguiente, la mayor parte del estado de Tabasco se encontraba sumergida bajo el agua, mientras que en Chiapas las lluvias no habían concluido y en Tabasco había comenzado a llover también.
Las advertencias sobre la posibilidad de una inundación de las magnitudes que posee la de Tabasco y Chiapas en noviembre de 2007 se remontan a varios años atrás. En febrero de 2000, Iván Restrepo escribía en La Jornada que el desarrollo del estado de Tabasco se realizó a costa de la destrucción de los ecosistemas y los recursos naturales de la entidad. Señalaba también que el sistema de regulación hidráulico de la ciudad de Villahermosa había sido sustituido por centros comerciales e infraestructura y fraccionamientos urbanos. En este año de 2007, un estudio de la Universidad Nacional Autónoma de México (UNAM) reveló que las costas del Golfo de México serían especialmente sensibles ante los efectos del cambio climático que está en marcha, con un aumento de 2 °C en la temperatura global del planeta. Entre los puntos que se señalaron como merecedores de especial atención se encontraba el Complejo Deltaico Grijalva-Usumacinta-Mezcalapa.

#### Deforestación
Las fuertes lluvias de los delante fríos número 5 y 6 de octubre de 2007, provocaron un aumento del caudal de agua del Grijalva del orden de los 1500 metros cúbicos por segundo, que fue determinante para la inundación de Villahermosa. Varias causas han sido señaladas, como la apertura de las presas, la marea alta y construcción de diques. Sin embargo la causa de fondo ha sido excluida por los medios masivos de comunicación y las organizaciones gubernamentales, y es la deforestación imparable de la selva tabasqueña y chiapaneca.
Observando mediante imagen satelital el curso del río Grijalva y sus afluentes, es patente la deforestación excesiva de las selvas para uso ganadero y agrícola. El valle que rodea el Grijalva antes de llegar a Villahermosa, está seccionado con parcelas de cultivos y pastizales que han sustituido la selva tropical con las consecuencias que esto implica: en vez de ser consumida por la vegetación exuberante del trópico, la lluvia se precipita río abajo aumentando el caudal exponencialmente. Esto debido a que el consumo y aprovechamiento del agua de lluvia se reduce con los cultivos para consumo humano y el pastoreo desmedido.
Un estudio de consumo de agua en la zona revela que una hectárea de selva consume diariamente 289 metros cúbicos de agua cada 24 horas. Esto se traduce en un consumo de 0.003344 metros cúbicos por segundo por hectárea de selva original. Si tomamos en cuenta el excedente de 1500 metros cúbicos por segundo, harían falta 4500 kilómetros cuadrados de selva distribuidos a lo largo de la cuenca hidrológica en cuestión.
El área de selva requerida para evitar el excedente de agua equivaldría a crear una reserva forestal en un cuadrado de 67 kilómetros por lado, o bien, reservar tan solo 10 kilómetros de cada lado del río Grijalva desde la presa de Chicoasén en Chiapas, hasta Villahermosa. Con esto se formaría una franja de selva que serviría como área de amortiguamiento para temporales futuros; entre otros beneficios prevendría deslaves, las zonas agrícolas adyacentes recibirían más agua en época de secas, y por último y no menos importante, la fauna local contaría con un hábitat del que poco a poco ha sido despojada.

#### Otras causas
A los efectos de la actividad humana poco planificada en una zona considerada como estratégica por la cantidad de recursos naturales que posee —selvas tropicales, yacimientos petrolíferos y de gas natural, minerales, agua— se suma la omisión de los gobiernos en lo que respecta a la prevención de desastres naturales en las zonas más afectadas por tormentas tropicales. De acuerdo con Sálvano Briceño, director de la iniciativa de la Organización de las Naciones Unidas (ONU) para la reducción de desastres naturales, la tragedia de Tabasco se pudo prevenir a bajo costo, por ejemplo, mediante el establecimiento de sistemas de alerta temprana, evaluación de riesgos, planes de desalojo, educación a la población vulnerable y planeación del uso de tierra.
Otra causa fue la mala planeación y uso indebido de los recursos que Pemex otorgó para obras contra inundaciones a los gobiernos de Madrazo y Andrade, no hay datos del uso que se les dio, durante los gobiernos de Roberto Madrazo Pintado y Manuel Andrade Díaz se donaron MX$ 1970 millones, y para el gobierno de Andrés Rafael Granier Melo se destinaron MX$ 274 millones 329 mil pesos por concepto de donativos a Tabasco, de los cuales 150 millones de pesos fueron en efectivo y el resto en especie, también con el propósito de que se destinaran a infraestructura.

Algunas fuentes apuntan a que otra de las causas de la inundación pudo ser un mal manejo de las hidroeléctricas ubicadas en las presas de Tabasco, esto con el fin de favorecer a inversionistas privados. Las hidroeléctricas tabasqueñas comparten la generación de energía con otras generadoras privadas basadas en gas, más caras. Los inversionistas privados se han quejado de que el mercado de la generación eléctrica no ha crecido como ellos esperaban y han presionado para que las hidroeléctricas bajen su producción. De acuerdo con las fuentes, las presas retuvieron más agua por más tiempo de lo debido con el fin de reducir la producción de las hidroeléctricas para favorecer a los inversionistas privados.
Efectivamente la omisión de los gobiernos municipal, estatal y federal con respecto a prevenir
el desastre provocó que la tragedia fuera de enormes consecuencias para el patrimonio de los
tabasqueños. De igual forma se descuidó la revisión del nivel de agua de la presa Peñitas que fue
la principal causa de la inundación de Tabasco y no solo fueron las causas naturales ya que hubo
responsabilidad de los tres niveles de gobierno.

### Inundaciones

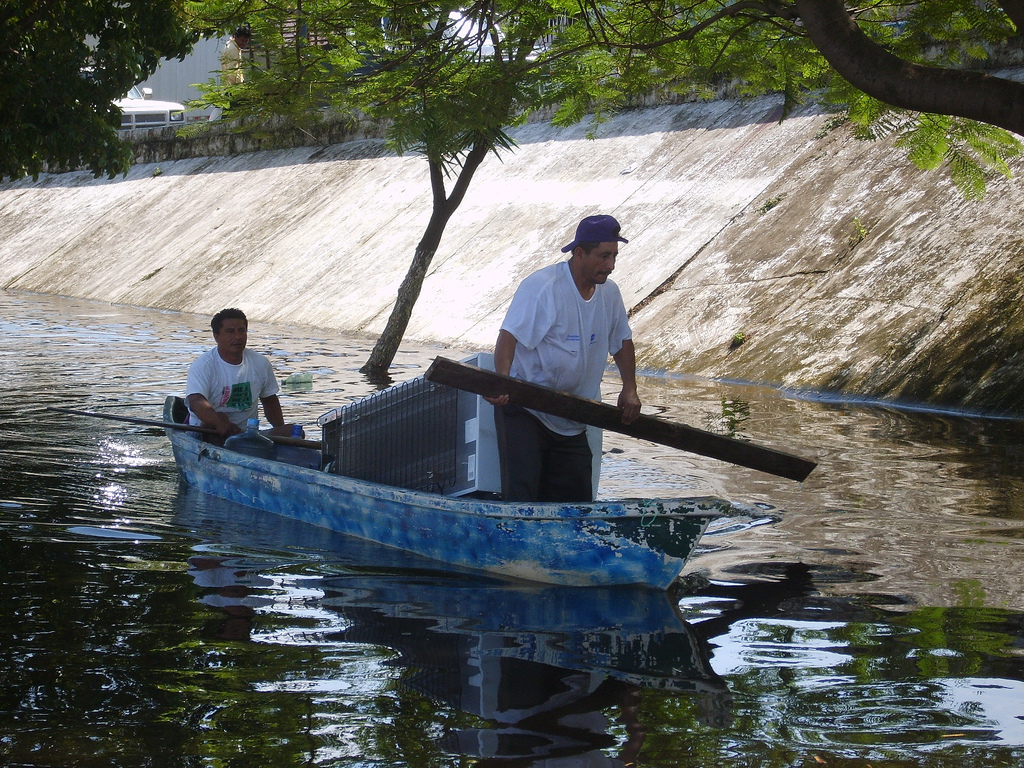
Dos personas en lancha sobre la anegada avenida Ruiz Cortines de Villahermosa intentan rescatar sus pertenencias. 2 de noviembre de 2007.

El aumento en los niveles de los ríos tabasqueños comenzaron el 29 de octubre, fueron causados por las lluvias del frente frío número 5 que afectó el Golfo de México, las lluvias cayeron en el estado, así como en Chiapas, aumentando considerablemente los caudales recibidos por las presas Peñitas y Malpaso, ante lo cual comenzaron a ser tomadas medidas de prevención y evacuación de habitantes de zonas bajas; esto obligó al inicio de la turbinación o desfogue de ambas presas, principalmente de Peñitas, por motivos de seguridad y que comenzó a verter al río Grijalva 2016 metros cúbicos de agua por segundo.
Estos hechos hicieron que los niveles de los ríos alcanzaran situaciones críticas en cuestión de horas, inundando grandes extensiones del territorio del estado, así como varias poblaciones, comenzando la evacuación de todas las personas en zonas de riesgo, principalmente en Villahermosa, sin embargo la velocidad de las inundaciones rebasó las previsiones iniciales y para el 31 de octubre se consideró que el 70% del territorio del estado se encontraba bajo el agua, siendo la mayor crisis en Villahermosa.
La ciudad de Villahermosa es particularmente vulnerable por estar completamente rodeada por ríos y por encontrarse bajo el nivel de estos, protegida por un sistema de diques y barreras construidas para contener los máximos históricos, sin embargo estas barreras pronto fueron insuficientes, comenzando a ser protegidas mediante sacos de arena, estos esfuerzos fueron nuevamente superados el miércoles 31 de octubre, cuando los ríos Carrizal y Grijalva rompieron los diques y comenzaron a inundar varias zonas de Villahermosa, y el inicio de la evacuación de amplios sectores de la población, pero al no poder ser contenidos los caudales incluso refugios habilitados fueron alcanzados por la inundación, que dejó a miles de personas aisladas en los segundos pisos o azoteas de sus viviendas, teniendo que ser rescatados por lanchas o helicópteros.

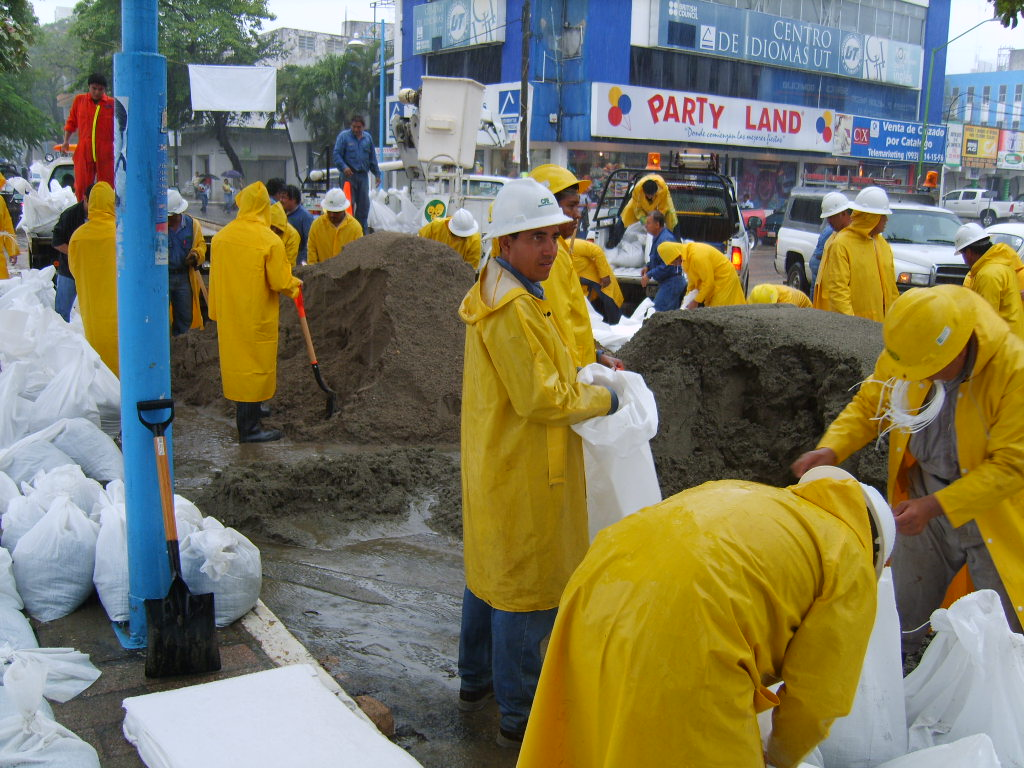
Voluntarios en las labores de prevención de la inundación en Villahermosa. 30 de octubre de 2007.

Esto causó el colapso de toda la ciudad de Villahermosa, al quedar prácticamente inundada en un 80% el 1 de noviembre, paralizadas las actividades económicas y escolares, así como los servicios hospitalarios y de electricidad y agua potable; y con la mayoría de sus refugios rebasados por la inundación, en los cuales se intenta dar cabida a cerca de un millón de damnificados en todo el estado,
además del aislamiento por tierra de la ciudad al resto del país, pues las aguas cortaron en diversos puntos la Carretera Federal 180 que la comunica al occidente con el Estado de Veracruz y el resto del país, únicamente el Aeropuerto Internacional Carlos Rovirosa Pérez permanece como principal medio de comunicación de la ciudad, aunque la mayor parte de sus vuelos comerciales han sido cancelados. Los daños al tránsito de la Carretera 180 afectan gravemente a los estados de Campeche, Yucatán y Quintana Roo pues quedan casi totalmente aislados del resto del país por vía terrestre.
El 1 de noviembre la Comisión Federal de Electricidad anunció que debido al mejoramiento del clima, se daría una reducción en el desfogue de caudal de la presa Peñitas, lo cual contribuiría al descenso de los niveles de los ríos, el presidente Felipe Calderón Hinojosa, que visitó Villahermosa el 31 de octubre, dirigió un mensaje a la nación el 1 de noviembre llamando a la solidaridad nacional con Tabasco, para contribuir al socorro de la población afectada por la inundación y la posterior reconstrucción del estado; los esfuerzos de rescate están realizados principalmente por el Ejército Mexicano, la Armada de México, la Policía Federal Preventiva, así como las autoridades estatales y municipales de Tabasco y un gran número de voluntarios civiles que se dedican tanto al rescate de atrapados como al intento de mantener los bordos con sacos de arena.
El 2 de noviembre, los reportes periodísticos indicaban que alrededor de un millón de personas se encontraban damnificadas, lo que representa más de la mitad de la población del estado. El 7 de noviembre volvió a llover en la serranía de Chiapas, lo que motivó preocupación a las autoridades de Tabasco.

### Labores de rescate

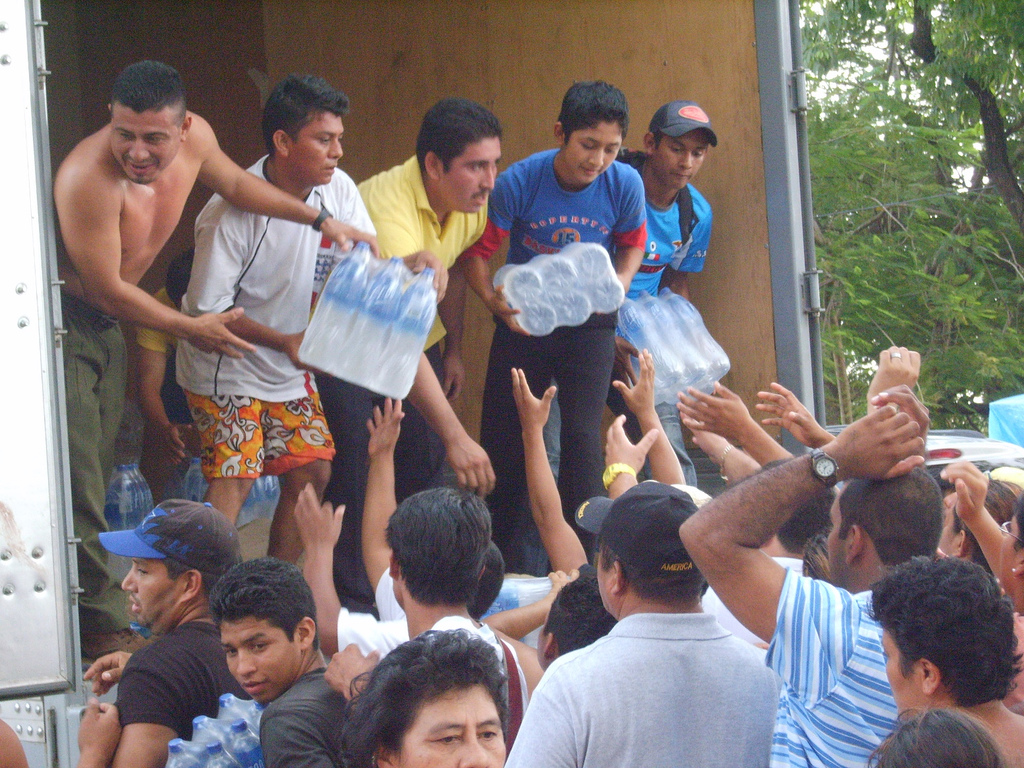
Repartición de agua entre los damnificados en Villahermosa. 3 de noviembre de 2007.

El 1 de noviembre colapsaron los últimos diques formados por sacos de arena que separaban el Malecón Carlos A. Madrazo del Río Grijalva y de esa manera protegían el Centro Histórico de Villahermosa, que en consecuencia fue invadido por el agua, quedando 90% de la ciudad sumergida, ante la falta de albergues se habilitó como tal la residencia oficial de los gobernadores del estado, la Quinta Grijalva, y ante la saturación de los restantes, miles de personas comenzaron un éxodo hacia los municipios vecinos y en algunos casos hacia el estado vecino de Veracruz, ante la insostenible situación del estado, donde no hay servicios para atender a la población de la capital y zonas rurales, aunque hacia el mediodía del 2 de noviembre se reportó una reducción en el caudal del Río Carrizal.
El estado de Veracruz se aprestó para recibir a 15 mil refugiados tabasqueños en los días sucesivos en Coatzacoalcos, Boca del Río y Veracruz puerto. Hasta el 2 de noviembre, alrededor de 2 mil personas procedentes de la zona siniestrada se encontraban en albergues veracruzanos.
Las principales necesidades de la población son el agua potable y alimentos no perecederos, al colapsar los sistemas de distribución de agua se ha hecho necesaria la compra de garrafones de agua, para lo cual la población realiza largas filas en los pocos establecimientos que la venden, reportándose en varios casos el encarecimiento del precio, aun cuando las autoridades han amenazado con castigar la especulación.

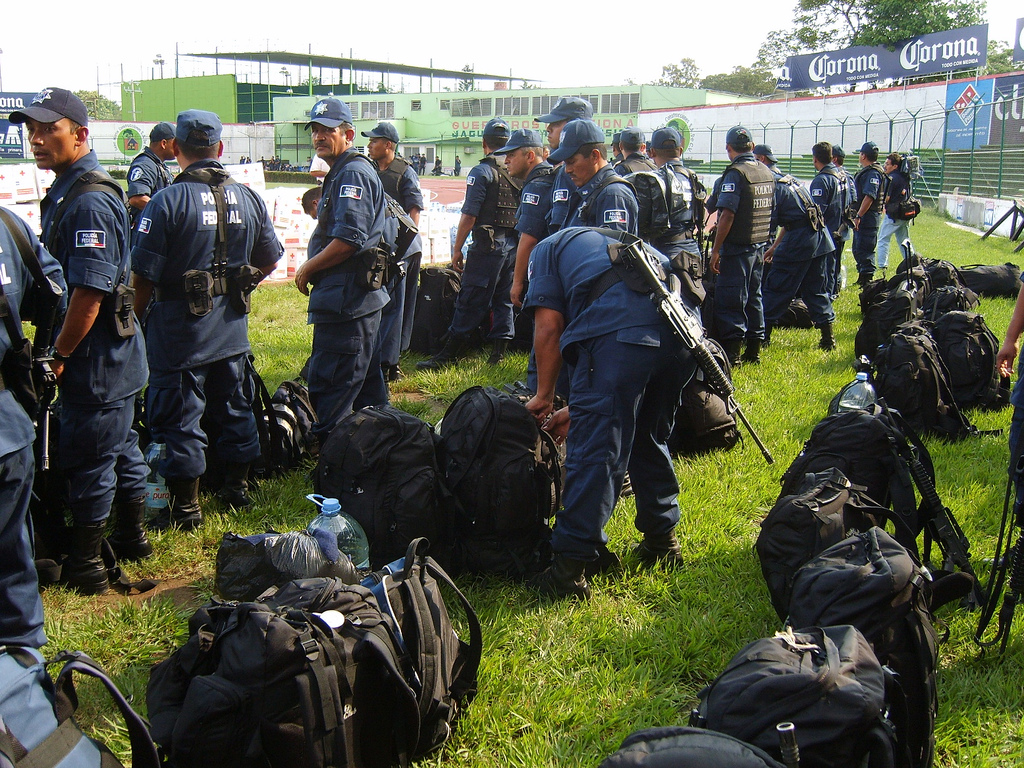
Elementos de la Policía Federal Preventiva se preparan en el estadio de Villahermosa para ser enviados a labores de rescate en el territorio tabasqueño. 3 de noviembre de 2007.

El presidente Felipe Calderón Hinojosa realizó el día 2 de noviembre su segunda visita de inspección a la ciudad, el secretario de Gobierno del estado, Humberto Mayans Canabal, advirtió que el desastre y el desabasto de víveres podría poner en riesgo la estabilidad social y política del estado, sobre todo a causa de probables casos de saqueo de las viviendas inundadas, ante ello el presidente instruyó al secretario de la Defensa Nacional, Guillermo Galván Galván, a ejercer un estricto control y vigilancia sobre la ciudad para evitarlo, comprometiéndose además no solo a realizar las maniobras de rescate, sino a completar la reconstrucción de la ciudad y el estado una vez superada la inundación. Además se anunció que Calderón canceló los viajes internacionales a Panamá, Colombia y Perú que tenía programados para realizar a partir del 6 de noviembre.
El gobierno de Tabasco ha solicitado el apoyo de la sociedad mexicana, tanto en especie como mediante aportaciones monetarias para sostener las labores de rescate en el estado.
El 3 de noviembre permanecían atrapados en los techos de sus casas aproximadamente unas 290 000 personas, ese mismo día se reportaron los primeros saqueos en centros comerciales de Villahermosa, que llevó a la detención de 15 personas por estos delitos y a reforzar la vigilancia militar y policial, así como al decreto de ley seca para los municipios de Centro, Jalapa, Centla, Nacajuca, Jalpa de Méndez y Cunduacán. Ante los rumores esparcidos entre la población, el gobernador Andrés Granier Melo reiteró que la Presa Peñitas no corre riesgo de rompimiento ni ninguna de las otras construidas en el Alto Grijalva en Chiapas, de hecho la CFE anunció una nueva reducción de la extracción de la presa a partir del 4 de noviembre por estar esta y las restantes en niveles de seguridad. El mejoramiento climatológico tuvo como resultado un descenso en las corrientes de los ríos, lo cual es favorable para las zonas inundadas.
El 6 de noviembre el titular de la Comisión Nacional del Agua, José Luis Luege Tamargo, anunció que ese mismo día comenzaría el bombeo del agua estancada de algunas partes de Villahermosa, entre ellas en centro, tras lograr el desagüe se procederá a una limpieza total de edificios, casas y sobre todo los sistemas de alcantarillado y agua potable, el proceso en las zonas de mayor facilidad terminará en una semana, pero otras zonas de la ciudad, como la Colonia Gaviotas, podría tardar hasta un mes en ser drenada.
El mismo día 6 de noviembre, la Cámara de Diputados aprobó la donación voluntaria de cada uno de sus miembros de un día de salario, que sería de 2560.00 MXN por legislador, además de impulsar la creación de un Fideicomiso de Reconstrucción para Chiapas y Tabasco. El presidente Felipe Calderón Hinojosa anunció el mismo día en Tabasco un fondo para la reconstrucción del estado por 7 mil millones de pesos y una serie de medidas fiscales destinadas a incentivar la reactivación de la actividad económica en la región, entre las que están suspensión del pago del Impuesto sobre la Renta hasta la mitad de 2008, exención de pago del no impuesto a Tasa única y el Impuesto al Activo; y deducibilidad del 100% de impuestos por la adquisición de bienes nuevos.
Miles de reses han muerto, y la fauna del Parque Ecológico Yumka y el Parque-Museo "La Venta", se encuentran anegados por el agua. También existen afectaciones de consideración en el Parque Tomás Garrido Canabal. El Ejército Mexicano inició la excavación de una enorme fosa en las inmediaciones del basurero Loma de Caballo del Municipio de Centro, para enterrar los miles de animales muertos que causó la inundación. El 8 de noviembre la Comisión Nacional del Agua, anunció el cese de turbinación de la Presa Peñitas y el regreso de niveles por debajo de sus escalas críticas de los ríos Carrizal y Samaria. El 13 de noviembre volvió a llover en Villahermosa, sin embargo, la Comisión Nacional del Agua, reportó que el Río Grijalva estaba a unos 4 cm de ubicarse por debajo de su escala crítica, el Río Usumacinta redujo su escala en 21 cm y tiene ya 5.4 metros de capacidad de regulación, el Río Samaria bajó 4 cm, para ubicarse 3.1 metros por debajo de su nivel crítico, y el Río Carrizal cuenta ya con 4.25 metros debajo de su máximo nivel, al bajar otros 18 cm. La Conagua señaló que la onda tropical número 38 se localiza cruzando el sureste del país desplazándose al oeste, lo cual generará inestabilidad atmosférica con la posibilidad de lluvias fuertes para Tabasco y el norte de Chiapas, acompañadas de tormenta eléctrica. También apuntó que un nuevo frente frío podría afectar el Golfo de México para el próximo viernes, con la posibilidad de vientos del norte menores a los 40 kilómetros por hora y oleaje de hasta dos o tres metros de altura.

#### Centros de acopio y colaboración nacional

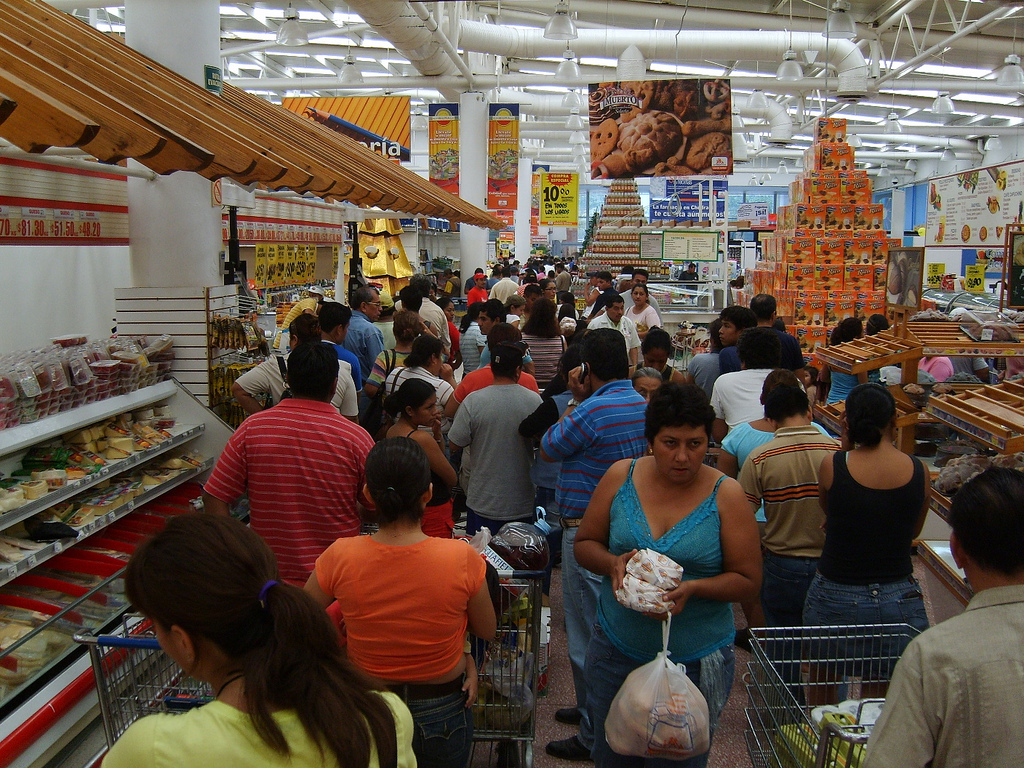
Cientos de personas abarrotaron los centros comerciales de Villahermosa para realizar compras de pánico ante la inminencia de una escasez de alimentos. 1 de noviembre de 2007.

El gobierno federal prepara un programa de amnistía fiscal para la entidad con lo que la federación asumirá la mayor parte de los costos para la reconstrucción. Hasta el día 5 de noviembre de 2007, se habían instalado más de 200 centros de acopio en las principales ciudades del país, en las plazas principales, en los palacios de gobierno estatales y municipales, tiendas del Grupo Elektra y las sedes de las emisoras TV Azteca, Televisa, Once TV y Canal 22; y, en las 486 delegaciones de la Cruz Roja Mexicana el acopio ha sido cercano a las 1000 T, dijo su presidente Daniel Goñi Díaz.
El 7 de noviembre la Universidad Nacional Autónoma de México, instaló un centro de acopio para mascotas afectadas por las inundaciones, donde se están recibiendo medicamentos y alimentos enlatados, también se instalaron otros 5 centros de acopio de este tipo en el Distrito Federal, 3 más en Nuevo León y 1 en el Estado de México.
Se abrieron cuentas bancarias para apoyar a los damnificados en los siguientes bancos: Banamex, Bancomer, Banorte, Banco Santander Mexicano, Scotiabank Inverlat, HSBC, Banco Azteca e Ixe Banco. El 8 de noviembre, el Secretario de Seguridad Pública del Distrito Federal Joel Ortega Cuevas, propuso a la Procuraduría General de la República destinar la mercancía decomisada a delincuentes y contrabandistas a los damnificados de Chiapas y Tabasco. El 11 de noviembre el jefe de Gobierno del Distrito Federal, Marcelo Ebrard dio el banderazo de salida a cinco tráileres y ocho carros hidroneumáticos con una planta potabilizadora y 77.9 T de víveres para los damnificados por las inundaciones, y; sugirió que diversas instancias nacionales investiguen que fue lo que sucedió. El presidente de México se vio obligado a pagar el daño que provocó la inundación
A través del Fondo de Desastres Naturales (FONDEN), que ha aportado hasta el 3 de marzo de 2008 ayuda por la cantidad de 500 millones de pesos. El Presidente Calderón aseguró que esta tragedia no se repetiría una vez más en el estado de Tabasco, y en conjunto con el gobierno estatal se creó el programa denominado Plan Hídrico Integral de Tabasco, que se utilizará para prevenir los daños provocados por las inundaciones, y en el cual se han invertido hasta el año de 2011, 6 millones de pesos.

#### Ayuda internacional
La ayuda internacional ha comenzado a fluir canalizada por la Secretaría de Relaciones Exteriores que habilitó cuentas bancarias en Estados Unidos en el Wells Fargo Bank, en Canadá en el Banque de Montréal y en España en el Banco Bilbao Vizcaya Argentaria para recibir donativos, así mismo se anunció que el gobierno de Estados Unidos donaría US$ 300 000.00 para los damnificados. Otras naciones como Cuba y Perú han manifestado apoyo con personal especializado en desastres. así como un avión C-130 Hércules con medicamentos, agua embotellada y alimentos enlatados. Irlanda apoyó
con 1 000 000.00 de €. El Gobierno de Flandes ayudará con 110 000.00 €. Alemania envió 250 000.00 €. Australia donó A$ 10 000.00 a la Cruz Roja Mexicana, a través de su embajada en México. La Cruz Roja Internacional y la Media Luna Roja, transfirieron F$ 200 000.00 a la Cruz Roja Mexicana. El 7 de noviembre, España envió un avión C-130 Hércules de la Real Fuerza Aérea Española con ayuda humanitaria por € 110 000.00; y, la Agencia Española de Cooperación Internacional envió € 350 000.00, además se recibirá un segundo avión C-130 Hércules con ayuda proveniente de la Cruz Roja Española. La Cruz Roja Americana anunció el 8 de noviembre un donativo financiero de US$ 500 000.00 en apoyo a damnificados y tareas de rescate. El 11 de noviembre la Cruz Roja China, entregó un cheque por la cantidad de US$ 30 000.00 a la Cruz Roja Mexicana. El 12 de noviembre el Ministerio italiano de Asuntos Exteriores, decidió donar € 50 000.00 a ayuda humanitaria de urgencia, para hacer frente a los daños causados por las inundaciones.

#### El recuento de daños en Tabasco
El gobierno de Tabasco ha calculado en más de MX$ 50 000 millones las pérdidas causadas por la inundación, por lo que según expertos se requerirán inicialmente unos 20 000 millones para la recuperación de la entidad. El 8 de noviembre la Secretaría de Comunicaciones y Transportes informó que se había restablecido el flujo vehicular en las carreteras a su cargo. La Asociación Mexicana de Instituciones de Seguros estimó en más de 7500 millones de pesos el monto a pagar por los daños que ocasionaron las inundaciones. Más de 23 000 unidades vehiculares fueron siniestradas, convirtiéndose en la mayor catástrofe en cuanto a pérdidas de automotores en la historia del país.
| Siniestro                                 | Afectaciones en US$ |
| ----------------------------------------- | ------------------- |
| Huracán Wilma                             | 1 782 000 000.00    |
| Inundaciones de Tabasco y Chiapas de 2007 | 700 000 000.00      |
| Huracán Gilberto                          | 567 000 000.00      |
| Terremoto de México de 1985               | 473 000 000.00      |
| Huracán Isidoro                           | 308 000 000.00      |
| Huracán Emily                             | 302 000 000.00      |
| Huracán Stan                              | 228 000 000.00      |
| Huracán Kenna                             | 176 000 000.00      |
| Huracán Juliette                          | 90 000 000.00       |
| Huracán Paulina                           | 62 000 000.00       |

La Secretaría de Economía, dio inicio el 9 de noviembre a un censo de empresas dañadas por la contingencia en la entidad, asimismo; informó que se ha iniciado el restablecimiento de abasto de suministros. La Red Estatal de Bibliotecas de Tabasco reportó la pérdida de millares de volúmenes de la Biblioteca Central así como de 78 librerías ubicadas en la capital y sus alrededores. El 14 de noviembre la Secretaría de Desarrollo Social y el Gobierno de Tabasco, iniciaron un censo de viviendas afectadas durante la inundación, con la finalidad de brindar el apoyo económico y financiero lo más rápido posible para la reconstrucción. El 15 de noviembre Andrés Manuel López Obrador presentó una demanda penal en la PGR, por la tragedia de Tabasco señalando como presuntos responsables a Felipe Calderón Hinojosa, a los expresidentes Vicente Fox Quesada, Ernesto Zedillo Ponce de León y Carlos Salinas de Gortari; a los secretarios de Energía y Medio Ambiente, Georgina Kessel Martínez y Juan Rafael Elvira Quesada, respectivamente; a los directores de CFE y de la Comisión Nacional del Agua, Alfredo Elías Ayub y José Luis Luege Tamargo, y a todo aquel que pueda haber incidido, por irresponsabilidad o negligencia, en las inundaciones que afectaron a miles de tabasqueños. Por la noche se informó que de manera inmediata se inició la averiguación previa PGR/UDICSTDAJ/92/07 por la posible comisión de los delitos señalados, así como actos u omisiones que afectan el consumo nacional.
Los titulares de la CFE y de la Secretaría de Energía beneficiaron con jugosos contratos de generación de electricidad a las empresas extranjeras, lo que ocasionó corrupción y conflicto de intereses, por lo tanto,  las presas de La Angostura, Chicoasén, Malpaso y Peñitas tuvieron agua a un nivel más allá de lo recomendable. Por eso cuando ocurrió la inundación, dichos titulares de las respectivas dependencias federales ordenaron abrir las compuertas de las presas, con los resultados que derivaron en el desastre del estado de Tabasco. Es conveniente afirmar que Tabasco ocupa la primera reserva de líquido en el país, el séptimo lugar a nivel mundial y es la principal potencia en la generación de energía en México. Los productores extranjeros de electricidad aportan el 22.5% de la oferta total de electricidad en la República Mexicana.

## Inundación en Chiapas
Aunque ha llamado menos la atención de los medios de comunicación, el estado de Chiapas también ha padecido las consecuencias de las inundaciones por causa de las fuertes lluvias que han ocurrido en el sureste de México entre octubre y noviembre de 2007. De hecho, las lluvias en el norte de Chiapas provocaron que la Presa Peñitas se desfogara, aumentando de esta manera el caudal del río Grijalva y anegando la llanura tabasqueña, donde se encuentran la ciudad de Villahermosa y otros importantes poblados tabasqueños. Las lluvias en Chiapas habían estado provocando estragos desde la última semana de 2007, afectando la infraestructura del norte chiapaneco, donde se encuentra el principal sistema hidroeléctrico de México. El 1 de noviembre el gobierno chiapaneco solicitó la declaratoria de zona de desastre para 22 municipios del norte de la entidad, misma que fue ratificada por la Secretaría de Gobernación, que liberó recursos del Fondo de Desastres Naturales (Fonden) para paliar los daños causados por las lluvias. El mismo día, sumaban más de 72 mil los damnificados por las lluvias en el norte chiapaneco, y el gobierno esperaba que ascendieran a 100 mil en los días subsecuentes. En el norte del estado se han desbordado 16 ríos, y hasta el 2 de noviembre se reportaban 2 mil 578 refugiados en albergues de esa entidad. Hasta este mismo día, se reportaba el deceso de un trabajador de la Comisión Federal de Electricidad (CFE) en el municipio de Chicoasén. El cuerpo de este trabajador de la CFE fue rescatado tres días después en la presa Nezahualcóyotl (Tecpatán). Hasta el 4 de noviembre, se reportaban cuatro muertes a causa de las inundaciones.

### Deslizamiento de tierra
El 5 de noviembre se reportó un deslizamiento de tierra que cubrió al menos 100 viviendas de la población de Juan del Grijalva, además de interrumpir la corriente del Río Grijalva, este punto se encuentra entre las presas Peñitas y Malpaso, A causa de este deslave se han reportado cuando menos 30 muertos.
La Secretaría de Gobernación emitió un comunicado en el que informó que lo ocurrido fue un deslizamiento de tierra que al caer en el río Grijalva provocó un desplazamiento abrupto del agua que cubrió a la población, reportánse por lo menos 16 desaparecidos. El evento ocurrido fue el deslizamiento de tierra proveniente de un cerro, que al caer sobre el río Grijalva provócó una ola de al menos 50 metros de alto que inundó el poblado destruyendo todos los edificios, como si fuera un pequeño tsunami, además el derrumbe bloqueó la corriente del río Grijalva.
Inicialmente se han dado informaciones contradictorias sobre los saldos del desastre, por lo cual al no haberse encontrado aún cuerpos de víctimas se siguen considerando como desaparecidos, muchos de los sobrevivientes huyeron a poblaciones como Ostuacán y Pichucalco; por la noche del 6 de noviembre fue encontrado el primer cuerpo de los 16 desaparecidos en Juan del Grijalva, la localización del cuerpo de dio varios kilómetros río abajo. Ese mismo día el presidente Felipe Calderón Hinojosa recorrió la zona en compañía del gobernador Juan Sabines Guerrero, inspeccionando las labores de rescate.
El 7 de noviembre se confirmó el hallazgo de cuatro cuerpos que fueron identificados como pobladores de Juan del Grijalva, restando aún 21 personas por localizar, consideradas como desaparecidos. El 8 de noviembre el gobierno elevó a seis el número de víctimas mortales, al ser encontrados dos nuevos cuerpos sin vida, el número de desaparecidos continúa fluctuando entre las fuentes, debido a las dificultades por establecer un censo entre cuantas personas se encontraban en el lugar en el momento de la tragedia. Este mismo día, llegaron más de 60 familias de la localidad Adolfo López Mateos, Chiapas, al municipio de Copainalá luego de que en esta comunidad el pasado lunes se presentaron hundimientos de tierra, tras las intensas lluvias que han afectado al estado y los constantes temblores que están replicándose en esta zona. Al 9 de noviembre se contabilizaban en 36 los desaparecidos, aseguraron fuentes provenientes de la Armada de México, del Estado de Chiapas y del grupo de rescate del Reino Unido que colaboran en la búsqueda de los cuerpos, con helicópteros Mil Mi-8, lanchas rápidas y buzos, respectivamente.
Dos nuevos cadáveres fueron encontrados por buzos de la Secretaría de Marina en las aguas del río Grijalva el 10 de noviembre, con lo cual la cifra oficial de muertos por el alud e inundación de Juan del Grijalva se eleva a 11. El 13 de noviembre el Centro Nacional de Prevención de Desastres de la Secretaría de Gobernación informó que se encuentra elaborando un dictamen sobre el registro de "agrietamientos" en cinco municipios de la zona norte de la entidad: Solosuchiapa, Copainalá, Francisco León, Ixhuatán y Chanal.

### Labores de rescate
Dado que las dimensiones del desastre en Chiapas habían pasado casi desapercibidas hasta antes de la cobertura que se dio el 5 de noviembre sobre el deslizamiento en la cuenca del Grijalva, a Chiapas se ha destinado una cantidad menor de recursos para paliar los daños. Miguel Silva, asesor de la Representación del Gobierno del Estado de Chiapas en el Distrito Federal, afirmaba que "Desgraciadamente como se ha difundido mucho lo de Tabasco hemos recibido poca ayuda. Para las necesidades es muy poco lo que se ha recibido". Al igual que el gobierno chiapaneco ha abierto centros de acopio en Toledo 22, Colonia Juárez (Cuauhtémoc, D.F.), sede de la representación del estado, aunque se han recibido donaciones bastante menores en comparación con las que se han percibido en el caso de la Casa de Cultura de Tabasco.
El 6 de noviembre en visita por los lugares afectados del estado, el presidente Felipe Calderón Hinojosa comprometió la ayuda del gobierno federal para las comunidades afectadas. El 11 de noviembre José Ángel Córdova Villalobos, titular de la Secretaría de Salud informó que debido a la contingencia ocurrida en el norte de Chiapas, se han otorgado 3116 consultas en las unidades médicas, refugios temporales y brigadas. El 12 de noviembre el Instituto Nacional de Migración detuvo a 164 indocumentados centroamericanos (159 guatemaltecos y 5 hondureños) a bordo de un tráiler procedente de Comitán de Domínguez, que transportaba 500 cajas de sopa instantánea y que circulaba con la leyenda: "Ayuda para nuestros hermanos de Tabasco".